# Рамарія гроновидна
Рамарія гроновидна (Ramaria botrytis) — вид їстівних грибів родини гомфові (Gomphaceae).

## Будова
Рамарія гроновидна утворює плодові тіла діаметром до 20 см, висотою до 15 см. Тіло у вигляді кущика, його оригінальні численні, короткі, сильногалузисті гілочки здаються м'ясистими, білого кольору — у молодих грибочків, у дорослих — охристі, у старих — рожево–пурпурові. Гілочки на кінці ніби зубчасті, до того видаються червоними, у деяких плодових тіл — пурпурові. Ніжка заввишки до 4 см, завширшки до 6 см, у молодих грибочків — біла, у зрілих — жовтувата. Спори 12 - 20 х 4 - 6 мкм, шорсткі, світло-вохристо-жовті.  

## Поширення та середовище існування
Зустрічається ромарія гроновидна у чорно–вільхових лісах, які займають притерасні частини річкових заплав та по вододільних зниженнях. Також поряд з буками, рідше в хвойних лісах.  Плодові тіла утворює з липня по жовтень.

## Практичне використання
Рамарія гроновидна — їстівний гриб низької якості, який полюбляють збирати і вживати у свіжому вигляді грибники–гурмани. Для споживання використовують лише молоді плодові тіла. Подібних ознак з отруйними грибами немає.